# Песчаное (озеро, Кунашир)
Песчаное (Песочное) — озеро в России на острове Кунашир. В административном плане относится к Южно-Курильскому району Сахалинской области. Площадь поверхности озера — 7,4 км², по другим данным — 7,14 км². Площадь водосборного бассейна — 35 км².
Занимает бо́льшую часть Серноводского перешейка Кунашира, лежит на высоте 2,1 метра над уровнем моря в окружении лиственнично-елового и пихтового леса. Форма озера — округлая, в южной части имеется глубоко вдающийся полуостров. С юга в Песчаное впадают два ручья, с северо-востока — четыре. Вытекает река Серноводка. Глубина озера — до 36 метров в северо-западной части акватории. Песчаное имеет лагунное происхождение.
В зимний период (обычно — в январе) озеро покрывается льдом, однако в его восточной части остаётся полынья диаметром до 20 метров.
В водах озера и впадающих в него ручьёв отмечены нерест кеты и горбуши, молодь тихоокеанской миноги Lethenteron camtschaticum и несколько видов бычков.
На песчаном перешейке, отделяющем озеро Песчаное от берега Кунаширского пролива, выявлен объект археологического наследия Стоянка-мастерская Озеро Песчаное 1.
Код водного объекта в Государственном водном реестре — 20050000311118300002665.